# Michael Dangl

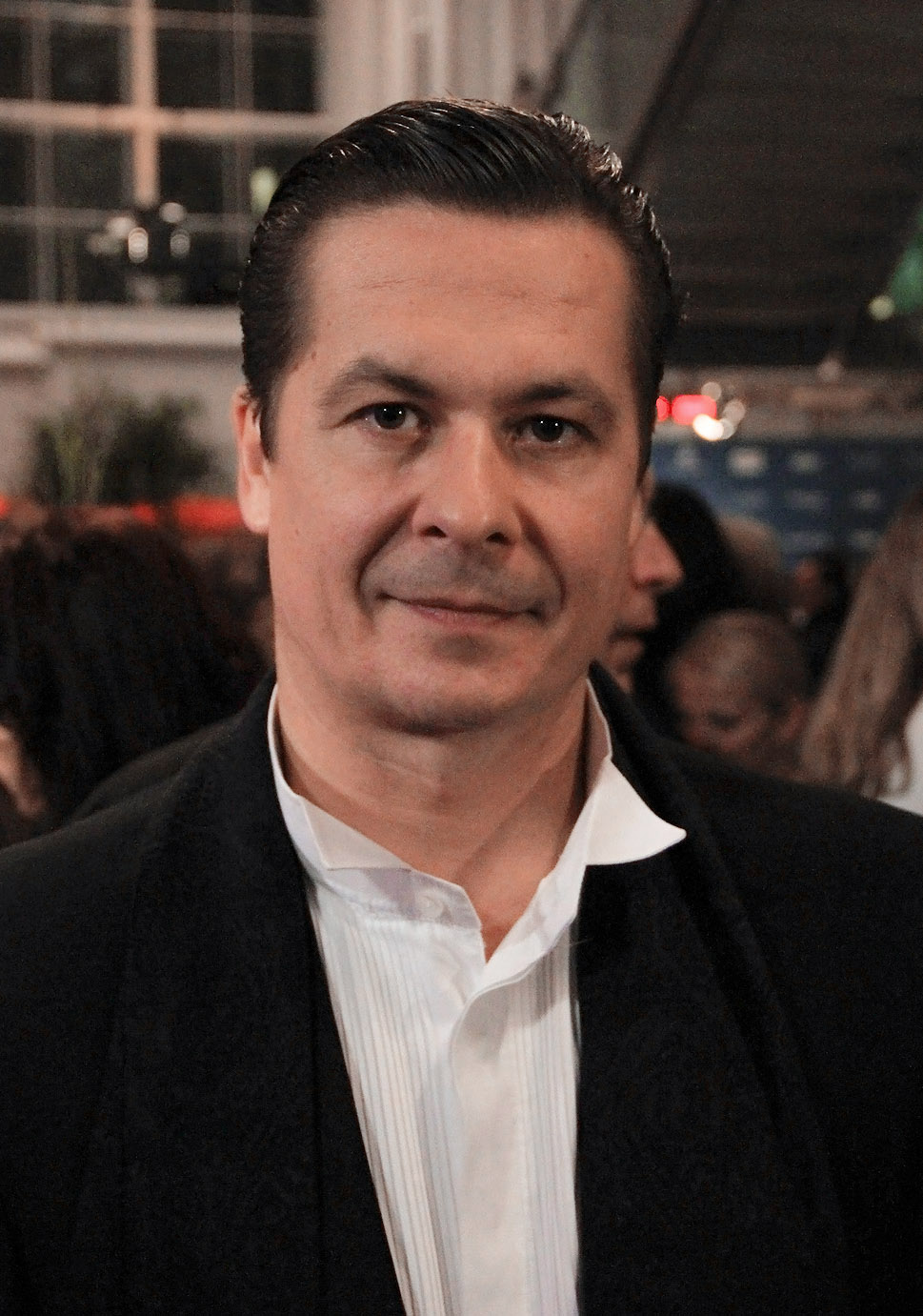
Michael Dangl 2012

Michael Dangl (* 31. Jänner 1968 in Salzburg) ist ein österreichischer Schauspieler und Autor.

## Karriere

### Theater
Michael Dangl begann im Alter von vier Jahren bei der Theatergruppe seiner Eltern Christa und Agilo Dangl, der Karawane Salzburg. Während seiner gesamten Schulzeit am Humanistischen Gymnasium Salzburg war er dort beschäftigt, ebenso als Regieassistent von Oscar Fritz Schuh beim Fest in Hellbrunn von Gerhard Tötschinger.
Mit achtzehn Jahren engagierte ihn Lutz Hochstraate ans Salzburger Landestheater. Nach drei Jahren ging er nach Deutschland, zunächst ans Theater Koblenz unter Hannes Houska. Dort arbeitete er unter anderem mit der Regisseurin Thirza Bruncken, mit der er etwa Michael Roes’ Aufriß uraufführte, ebenso mit dem Choreographen Anthony Taylor, mit dem er zwei Ballettstücke entwickelte: Traum und Umnachtung von Georg Trakl, Musik Arnold Schönberg, Tanzstück für einen Schauspieler und drei Tänzer; und Geschichte vom Soldaten von Igor Strawinski, eigene Fassung mit Dangl als Soldat/Erzähler und zwei Tänzern, Orchester der Rheinischen Philharmonie.
Weiters spielte Dangl in seinen ersten Berufsjahren u. a. den Romeo (Shakespeare, Romeo und Julia), Don Karlos (Schiller, Don Karlos), Mortimer (Schiller, Maria Stuart), Lysander (Shakespeare, Ein Sommernachtstraum) und Kostja (Tschechow, Die Möwe).
1993 und 1994 arbeitete Michael Dangl am Kölner Schauspiel unter dem Intendanten Günter Krämer in Cham von Michael Roes (Uraufführung, Regie: Thirza Bruncken). 1994 bis 1998 lebte Dangl in Hamburg und spielte vornehmlich am Theater im Zimmer von Gerda Gmelin (Jimmy Porter in Blick zurück im Zorn von John Osborne, den Grenzjäger in Karl Schönherrs Der Weibsteufel, den Beaumarchais in Goethes Clavigo). Auch am Altonaer Theater von Axel Schneider in dessen Inszenierung von Rostands Cyrano de Bergerac (Ragueneau) und am Theater in der Basilika (Gunnar Dreßler), unter anderem Talk Radio von Eric Bogosian, (Barry Champlain) war er zu sehen.
In den zehn Jahren in Deutschland arbeitete Dangl auch für die Festspiele in Feuchtwangen (Imo Moszkowicz), Mayen (Hans-Joachim Heyse), Heppenheim und Neersen, etwa als Mozart in Amadeus von Peter Shaffer oder als Eugenio in Goldonis Kaffeehaus.
Seit 1998 ist er Ensemblemitglied am Theater in der Josefstadt in Wien unter den Direktoren Helmuth Lohner, Hans Gratzer und Herbert Föttinger. Zu seinen mehr als 70 Rollen dort gehören: König George VI. in The King's Speech (David Seidler), Christian Buddenbrook in Die Buddenbrooks nach Thomas Mann, Figaro in Beaumarchais’ Der tolle Tag, Jupiter in Kleists Amphitryon, Lord Goring in Oscar Wildes Ein idealer Gatte, Fink und Fliederbusch in Schnitzlers gleichnamiger Komödie sowie den Stani (2000) (R: Otto Schenk) und die Titelrolle (2016) in Hugo von Hofmannsthals Komödie Der Schwierige. Dangl spielte den Dr. Rank in Karlheinz Hackls Inszenierung von Ibsens Nora mit Maria Köstlinger und Herbert Föttinger, Andrej in Tschechows Drei Schwestern, Edmund in Eines langen Tages Reise in die Nacht (O’Neill) mit Helmuth Lohner, Tesman in Ibsens Hedda Gabler. Er spielte die Titelrollen in Nestroys Der Zerrissene, Raimunds Der Bauer als Millionär, Zaza/Albin im Musical La Cage aux Folles, Philip in Ziemlich beste Freunde. Unter der Regie von Christopher Hampton spielte er C.G.Jung in Hamptons Bühnenversion von Eine dunkle Begierde und Stefan in Hamptons Dramatisierung (Geheimnis einer Unbekannten) nach Stefan Zweigs Novelle Brief einer Unbekannten.
Zehn Jahre spielte Dangl bei den Festspielen Reichenau (Peter und Renate Loidolt), u. a. Baron v. Innstetten in Effie Briest (Fontane/Hagg), Rodolphe in Madame Bovary  (Flaubert/Hagg), Schnitzlers drei Einakter der Komödie der Worte  zusammen mit Regina Fritsch und Nicholas Ofczarek; Leutnant Trotta in Radetzkymarsch von Joseph Roth/Peschina, Arthur in Nestroys Umsonst! und Heinz Lang in Die Affaire Lina Loos von Schnitzler/Haider.
Seit 2018 gastiert Michael Dangl als Prof. Henry Higgins im Musical My Fair Lady im Staatstheater am Gärtnerplatz, München in der Inszenierung des Intendanten Josef E. Köpplinger, seit 2022 den Frosch in der Fledermaus (R: Köpplinger). Letzteres ist eine Koproduktion mit dem Teatro Maggio Musicale, Florenz; auch dort spielte Dangl den Frosch in der Aufführung mit Zubin Mehta. In Moskau spielte Dangl den Frosch in russischer Sprache im Großen Saal des Tschaikowskij-Konservatoriums.

### Konzerte, Lesungen und mehr
Dangl machte aus dem Roman Der Klang der ungespielten Töne von Konstantin Wecker eine Konzertfassung und führte diese gemeinsam mit Wecker am Staatstheater am Gärtnerplatz, München auf (R: Nicole Weber). Gastspiel in Wien. Drei Sommer lang trat er gemeinsam mit Dörte Lyssewski bei dem Konzert Jeder Augenblick ist ewig von Konstantin Wecker im Theater im Park in Wien auf und las dessen Gedichte. Ebendort konzertierte er 2024 mit Herbert Lippert und Clemens Unterreiner (Im Land, wo die Zitronen blühen), wo er eigene Gedichte las.
Dangl gestaltet musikalisch-literarische Programme – mit der Flötistin Maria Fedotova etwa Alla Casanova! aus Casanovas Geschichte meines Lebens, Andersens Die Nachtigall, das japanisch inspirierte Programm Musik an einem Regentag u. v. a. Mit Maria Köstlinger und Christoph Pauli (Klavier) tritt er in seinem eigenen Abend Liebe ist auch ein Theater (Chansons und Texte von Jacques Brel und Barbara) auf. Zu den vielen weiteren Programmen gehört Joseph Roth - Über Fremde mit dem Pianisten Paul Gulda.
Seine Rezitationsprogramme unter anderem: Goethe, Rilke, Josef Kainz, Erich Kästner, Ferenc Molnár, Heinz Erhardt, Joseph Roth, Oscar Wilde, Hugo von Hofmannsthal, Arthur Schnitzler, Anton Krutisch, Casanova, Zum Neuen Jahr, Weihnachten, Josef Weinheber, Mozart.
Beim Kultursommer Semmering ist Dangl regelmäßiger Gast, u. a. mit seinen eigenen Programmen Mit wundgeküssten Lippen (Briefwechsel Schnitzler-Hedy Kempny, mit Alina Fritsch), Sei vergnügt und wenig untreu (Briefwechsel Stefan/Friederike Zweig, mit Martina Ebm, Maria Fedotova (Flöte) und Sebastian Gürtler (Violine)), Das Bildnis des Dorian Gray von Oscar Wilde mit Maria Fedotova (Flöte) und Cordula Hacke (Klavier). Zusammen mit der Pianistin Anika Vavic eröffnete er deren Festival Kunst am Nussberg bei Wien und tritt dort allsommerlich auf.
Seit einigen Jahren arbeitet Michael Dangl auch intensiv mit dem Sänger Rafael Fingerlos zusammen. Bei den Festwochen Gmunden und anderen Festspielen führten sie ihre gemeinsam erarbeiteten Programme Schubert und die Volksmusik, Brahms und die Volksmusik und Wurzeln auf (mit dem Pianisten Sascha El Mouissi und der Volksmusikgruppe Dschejefem). Mit diesen Programmen gastieren sie auch im Wiener Konzerthaus. In diesem tritt Dangl regelmäßig mit musikalischen Partnern auf (Julia Hagen). Im April 2025 wird er dort erstmals Die Legende vom heiligen Trinker von Joseph Roth lesen (Klavier: Roman Fediurko). Im Wiener Musikverein ist Dangl ebenso regelmäßig zu Gast; zuletzt mit einem eigenen Programm über Hugo von Hofmannsthal und mit seinem eigenen Roman Im Rausch. Bei den Gmundner Festwochen las Dangl zudem Verstörung von Thomas Bernhard (Bernhardhaus, Ohlsdorf) und Don Juan von Peter Handke (Ein Fest für Peter Handke, 2007, mit Bruno Ganz) und vieles mehr.
Kontinuierlich arbeitet Michael Dangl mit Gidon Kremer, zunächst jahrelang bei dessen Kammermusikfest Lockenhaus mit gemeinsamen Matineen zu den Themen Schostakowitsch, Beethoven, Mozart, Bartók, als Sprecher in Beethovens Egmont (Iván Fischer, Ildikó Raimondi), als Erzähler in Peter und der Wolf von Prokofjew/Loriot, Sprecher in Die Geschichte vom Elefanten Babar von Poulenc, sowie Gestalter zweier Matineen über Olivier Messiaen und Sergei Prokofjew, Sprecher in Schönbergs Ode an Napoleon  und Cornet von Rilke/Ullmann mit dem Pianisten Rostislav Krimer. Mit Gidon Kremer und Maria Fedotova entwickelte er aus Andersens Nachtigall und anderen Märchen das Konzert Die Tierharmoniker mit Gastspielen bei der Kronberg-Academy vielen anderen Festspielen mit Kremer, Maria Fedotova (Flöte), Andrej Pushkarev (Schlagwerk) und der Kremerata Baltica in Deutschland, Österreich und der Schweiz (z. B. Menuhin-Festival Gstaad, Sion – dort in französischer Sprache).
Weitere wiederkehrende Stationen sind Die Styriarte Graz (zuletzt in Konzerten mit Jordi Savall, Arianna Savall, Lorenz Duftschmid), Serenadenkonzerte (Petronell, Layenburg, Baden/Wien), Liszt-Festival Raiding, Kultursommer Attergau, Festival Hohe Tauern (Ruben Dubrovksy), Südtiroler Kulturinstitut, Festspiele Taggenbrunn, Musiksommer Millstatt, Wege durch das Land, Festspiele Eckelshausen, Felder-Verein Bregenz u. v. a.
Mit den Eltern Christa und Agilo Dangl schrieb und inszenierte er das Theaterstück Denn das Glück ist immer da für zwei Schauspieler. In der drei-Personen-Bearbeitung von René Heinersdorff (Die Winterrose) wurde und wird es in Dutzenden Theatern in Deutschland, der Schweiz und Österreich gespielt, ebenso in Tallinn in estnischer Übersetzung. 2025 kommt die Wiederaufnahme am Schlosspark Theater, Berlin, mit dem Intendanten Dieter Hallervorden in der männlichen Hauptrolle (R: Philip Tiedemann). Eine gefeierte Inszenierung war jene mit Heidelinde Weis und Werner Schneyder (u. a. Komödie im Bayerischen Hof, München und Komödienspiele Porcia (R: Heinersdorff)).

### TV, Film, Radio
Dangl drehte in Hauptrollen beim Tatort, Vorstadtweiber, SOKO Donau, Kommissar Rex, Soko Kitzbühel, Die Steintaler, Schlosshotel Orth, im Kinofilm Baked Beans (Gabriel Barylli), wirkte im Falco-Film von Thomas Roth mit, als Bruno Walter in Mahler auf der Couch (Percy Adlon), auch im Winzerkönig. In der Produktion von Adrian Goiginger spielte er zusammen mit Verena Altenberger in der Spieldoku Virginia Hill (R: Sascha Köllnreitner). Darüber hinaus arbeitet als Sprecher für den österreichischen Kultursender Ö1 (Nachtbilder, Hörbilder, Radiogeschichten, in Hörspielen und Features); in Texten auch mit Eigenem; für das ORF-Fernsehen (Universum, Weltjournal) und für Servus-TV.

## Werke
- Rampenflucht. Ein Nachspiel. Wien: Braumüller 2010. ISBN 978-3-99200-014-2.
- Schöne Aussicht Nr. 16. Hörspiel. Wien: Braumüller 2012.
- Schöne Aussicht Nr. 16. Roman. Wien: Braumüller 2012. ISBN 3-99200-071-0.
- Grado – abseits der Pfade: eine etwas andere Reise durch die Sonneninsel, Braumüller-Verlag, Wien 2016, 2. Auflage, ISBN 978-3-99100-153-9.
- Im Rausch. Roman. Wien: Braumüller 2019. ISBN 978-3-99200-226-9.
- Anfisa, zu Dir – Brief an meine Tochter, mit Illustrationen von Anfisa Margarita Dangl, Amalthea Signum, Wien 2020, ISBN 978-3-99050-190-0.
- Orangen für Dostojewskij, Roman, Braunmüller-Verlag, Wien 2021 (2. Auflage), ISBN 978-3-99200-297-9. (Erschienen in russischer Übersetzung (Wenezijanskaja tajna Dostojewskowo) in St. Petersburg).
- Hymnos an den Süden, Gedichte, Braunmüller-Verlag, Wien 2022 (8. Auflage 2024), ISBN 978-3-99200-323-5.
- Der Walzermacher Roman. Erscheint bei Braumüller 2025. Präsentation im Rahmen des Johann-Strauss-Jahres im März 2025.

## Hörspiele
- 2014: Friedrich Bestenreiner/Erwin Koch: Agnes und ihr Kind – Regie: Harald Krewer (Hörspiel – ORF).

## Preise und Auszeichnungen
- 2001: Als Ross Gardiner in Jeff Barons Besuch bei Mr.Green erhielt er mit Fritz Muliar den Kulturpreis Europa.[3]
- Seine Rolle als Dobtschinsky in Gogols Der Revisor (Regie: Wolf-Dietrich Sprenger) an der Josefstadt brachte ihm eine Pinter-Nominierung ein.
- 2009: Nestroy-Nominierung für die Beste Nebenrolle als Carlos Homenides in Floh im Ohr am Theater in der Josefstadt.
- 2023 Verleihung des Raimund-Ringes durch die Ferdinand-Raimund-Gesellschaft.
- 2023: Verleihung des Berufstitels Kammerschauspieler.[4]

## Filmografie (Auswahl)
- 1999: Kommissar Rex
- 1999: Besuch bei Mr. Green
- 2000: Der Verschwender
- 2004: Schlosshotel Orth – Verfehlungen
- 2007: Mitten im 8en – Ein Hundeleben
- 2008: Falco – Verdammt, wir leben noch!
- 2008–2014: SOKO Donau (Fernsehserie, vier Episoden, verschiedene Rollen)
- 2010: Mahler auf der Couch
- 2010: Der Winzerkönig (Fernsehserie, zwei Episoden)
- 2013: Janus
- 2013: Paul Kemp – Alles kein Problem
- 2014: Tatort – Abgründe
- 2014: Die Steintaler (Fernsehserie)
- 2015–2018 Vorstadtweiber (Fernsehserie)
- 2017  Soko Kitzbühel (Fernsehserie)
- 2020 Virginia Hill (Spieldoku)
- 2021: Vienna Blood – Die traurige Gräfin (Fernsehreihe), Sehnsucht nach Grado (TV-Film)
- 2021: Tatort – Verschwörung
- 2022: SOKO Linz – Women only (Fernsehserie), Der Mann ohne Grenzen (Oscar-Straus-Doku)
- 2023: Bruckner – Das geheimnisvolle Genie (TV-Doku); Die Männer mit dem rosa Winkel (Universum-TV)